# Escravidão no Canadá
Escravidão no Canadá abrange as práticas históricas de escravização exercidas tanto pelas Primeiras Nações – até a segunda metade do século XIX, – quanto pelos colonizadores durante o período da colonização europeia.

## Sob domínio indígena
Povos que vieram a ser chamados de escravizadores na área que viria a ser o Canadá incluíam, por exemplo, sociedades pesqueiras como a Yurok, que habitavam a costa do Pacífico desde o Alasca até a Califórnia, naquilo que às vezes é descrito como a costa do Pacífico ou do Noroeste do Pacífico. Alguns dos Povos indígenas da Costa Noroeste do Pacífico – como os Haida e os Tlingit – eram tradicionalmente conhecidos como guerreiros ferozes e traficantes de escravos, realizando incursões até mesmo na Califórnia. A escravidão era hereditária, com os escravizados sendo prisioneiros de guerra – e seus descendentes também eram considerados escravos. No que veio a ser a Colúmbia Britânica, a escravidão floresceu na década de 1830, declinando gradualmente ao longo do século. Na década de 1870, o Superintendente de Assuntos Indígenas, Israel Wood Powell, libertou escravos a partir de pedidos apresentados durante suas viagens à costa oeste da Ilha de Vancouver. A escravidão praticamente cessou por volta das décadas de 1880 e 1890. Algumas nações na Colúmbia Britânica continuaram a segregar e ostracizar os descendentes de escravos até mesmo na década de 1970. Entre algumas nações do Noroeste do Pacífico, cerca de um quarto da população era composta por escravos.
Uma narrativa de escravizado foi composta por um inglês, John R. Jewitt. Ele fora capturado vivo quando seu navio foi apreendido em 1802 pelo povo Nuu-chah-nulth, em decorrência de insultos proferidos pelo capitão do navio contra seu chefe, Maquinna, além de outras ofensas cometidas por outros capitães americanos e europeus contra seu povo. As memórias de Jewitt oferecem um relato detalhado da vida sob a condição de escravo.

## Sob colonização europeia
O historiador Marcel Trudel estima que houve menos de 4.200 escravos na área do Nova França e, posteriormente, dos Os Canadas entre 1671 e 1831. Aproximadamente dois terços desses escravos eram de ascendência indígena (2.700, tipicamente chamados de panis, do termo francês para os Pawnee), e um terço era de ascendência africana (1.443). Eram empregados como servos domésticos e trabalhadores rurais. O número de escravos negros aumentou durante o domínio britânico, especialmente com a chegada dos Lealistas do Império Unido após 1783. As Províncias Marítimas receberam entre 1.200 e 2.000 escravos antes da abolição, havendo 300 registrados no Canadá Inferior e entre 500 e 700 no Alto Canadá. Uma pequena parcela dos Canadenses negros de hoje descende desses escravos.
Pessoas de ascendência africana foram capturadas à força por chefes e reis locais como escravos propriamente ditos e vendidas a traficantes com destino às áreas setentrionais das Américas. Os que se encontravam no que hoje é chamado Canadá geralmente provinham das colônias americanas, pois não havia embarcações transportando escravos diretamente da África. Não existiam grandes plantações no Canadá e, portanto, não havia demanda por uma força de trabalho escrava em larga escala como nas colônias europeias das Américas. Entretanto, os escravizados no Canadá estavam sujeitos às mesmas violências físicas, psicológicas e abusos sexuais que seus equivalentes americanos.

### Sob domínio francês
Sob o domínio francês, os indivíduos indígenas escravizados superavam em número os de ascendência africana. De acordo com Afua Cooper, autora de The Hanging of Angélique: The Untold Story of Canadian Slavery and the Burning of Old Montréal, isso se devia à relativa facilidade com que a Nova França podia adquirir escravos indígenas. Ela observou que a mortalidade entre os escravizados era alta, com a idade média dos escravos indígenas sendo de apenas 17 anos, enquanto a dos escravos de origem africana era de 25. Um dos primeiros registros de escravos negros no Canadá foi feito quando um comboio britânico trouxe um escravo para a Nova França em 1628. Olivier le Jeune era o nome dado ao menino, oriundo de Madagascar.

Em 1688, a população da Nova França somava 11.562 pessoas, composta principalmente por comerciantes de peles, missionários e agricultores assentados no Vale do São Lourenço. Para ajudar a superar a grave escassez de empregados e trabalhadores, o rei Luís XIV concedeu o pedido da Nova França para a importação de escravos negros da África Ocidental. Embora nenhuma remessa tenha, de fato, chegado da África, os colonizadores adquiriram alguns escravos negros de outras colônias francesas e britânicas. A partir do final do século XVII, também passaram a adquirir escravos indígenas, em sua maioria provenientes do que hoje são os estados do Centro-Oeste dos Estados Unidos, por meio de suas redes ocidentais de comércio de peles. Escravos de origem indígena eram chamados de "panis", embora poucos fossem provenientes da tribo Pawnee. Comumente, eram oriundos dos povos Fox, Dakota, Iowa e Apache, capturados em guerras por aliados e parceiros comerciais dos franceses. 

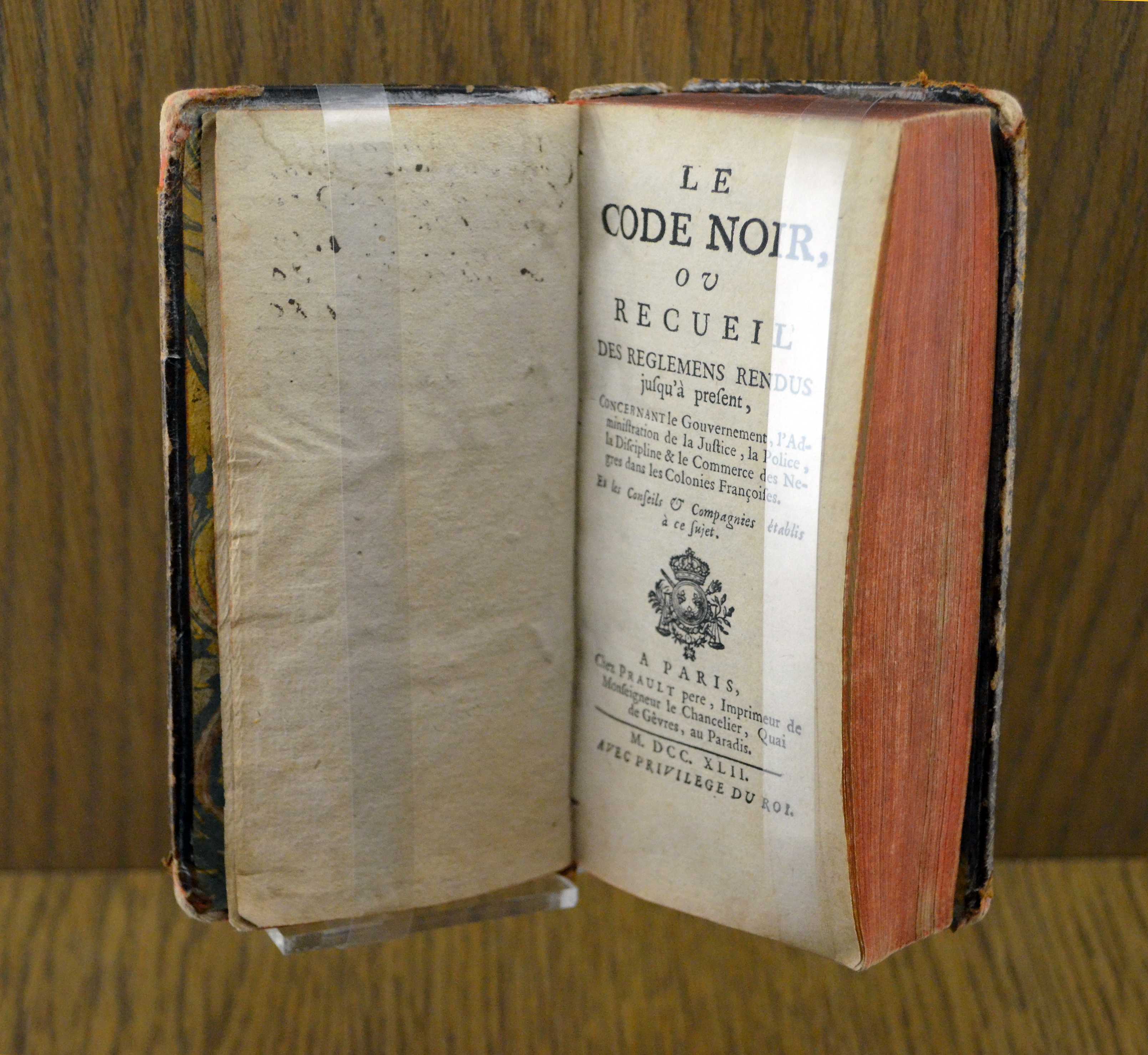
Code Noir de 1742, exibido no museu de história de Nantes

Embora a escravidão fosse proibida na França, ela era permitida em suas colônias como meio de suprir a enorme demanda por mão de obra necessária para desbravar terras, construir edificações e (nas colônias caribenhas) trabalhar nas plantações de açúcar, índigo e tabaco. O Code Noir de 1685 estabeleceu o padrão para a repressão à escravidão nas Índias Ocidentais. Ele exigia que todos os escravos fossem instruídos na fé católica, e não na protestante, concentrando-se em definir a condição de escravidão e impondo controles severos. Os escravos praticamente não possuíam direitos, embora o Código ordenasse que os senhores cuidassem dos doentes e dos idosos. O Code Noir não parece ter se aplicado ao Canadá e, por isso, em 1709, o intendente Jacques Raudot emitiu uma ordenança que reconheceu oficialmente a escravidão na Nova França; a escravidão existia antes dessa data, mas somente a partir de 1709 foi instituída por lei.
Um caso de escravo muito bem documentado na história de Montréal é o de Marie-Joseph Angélique, que esteve sob a escravidão de uma rica viúva na cidade. Em 1734, ao saber que seria vendida e separada de seu amante, Angélique incendiou a casa de sua proprietária e fugiu. O fogo espalhou-se de forma incontrolável, destruindo quarenta e seis edifícios. Capturada dois meses depois, Angélique foi desfilada pela cidade e, em seguida, torturada até confessar seu crime. Na tarde do dia da execução, ela foi levada pelas ruas de Montréal e, após passar pela igreja para a sua amende honorable, obrigada a subir em um patíbulo de frente para as ruínas dos prédios destruídos pelo incêndio. Lá, foi enforcada até a morte, com o corpo lançado ao fogo e as cinzas espalhadas pelo vento.
O historiador Marcel Trudel registrou aproximadamente 4.000 escravos ao final da Nova França em 1759, dos quais 2.472 eram indígenas e 1.132 negros. Após a Conquista da Nova França pelos britânicos, a propriedade de escravos continuou dominada pelos franceses. Trudel identificou 1.509 proprietários de escravos, dos quais apenas 181 eram ingleses. O historiador também observou que ocorreram 31 Métis casamentos entre colonos franceses e escravos indígenas.

### Sob domínio britânico
As Primeiras Nações já possuíam ou comercializavam escravos, uma instituição que existia há séculos – ou até mais – entre determinados grupos. Shawnee, Potawatomi e outras tribos ocidentais importavam escravos de Ohio e Kentucky, vendendo-os ou presenteando-os a aliados e colonos canadenses. O chefe Mohawk Thayendenaga (Joseph Brant) utilizou negros que havia capturado durante a Revolução Americana para construir a Brant House em Burlington Beach e uma segunda residência perto de Brantford. No total, Brant chegou a possuir cerca de quarenta escravos negros.
No século XVIII, nos territórios britânicos do Canadá, viviam escravos negros – 104 foram registrados no censo de 1767 da Nova Escócia, mas seus números permaneceram pequenos até o aumento da chegada dos Lealistas do Império Unido após 1783. Quando os lealistas brancos fugiram da recém-formada República Americana, levaram consigo mais de 2.000 escravos negros: pelo menos 1.500 para as Provinciais Marítimas (Nova Escócia, New Brunswick e Ilha do Príncipe Eduardo), 300 para o Canadá Inferior (Quebec) e 500 para o Alto Canadá (Ontário). Em Ontário, o ato imperial do Parlamento de 1790 garantia aos imigrantes que seus escravos continuariam sendo de sua propriedade. Assim como sob o domínio francês, os escravos dos lealistas eram mantidos em número reduzido e utilizados como servos domésticos, trabalhadores rurais e artesãos qualificados.
Após a Batalha das Planícies de Abraham e a conquista britânica da Nova França, a questão da escravidão no Canadá passou a ser omitida – nem proibida, nem permitida – tanto no Tratado de Paris de 1763 quanto no Ato de Quebec de 1774 ou no Tratado de Paris de 1783.
O sistema de trabalho em gangues – e as subsequentes instituições de controle e brutalidade – não se desenvolveu no Canadá como ocorreu nos Estados Unidos. Por não representarem aparente ameaça aos seus senhores, os escravos tinham permissão para aprender a ler e escrever, a conversão ao cristianismo era incentivada e seus casamentos eram reconhecidos por lei. Ainda assim, as taxas de mortalidade entre os escravos eram elevadas, confirmando a natureza brutal do regime escravista.
A Quebec Gazette de 12 de julho de 1787 publicava o seguinte anúncio:
À venda, uma robusta negrinha, ativa e com boa audição, com cerca de 18 anos, que contraiu varíola, acostumada às tarefas domésticas, conhece os afazeres da cozinha, sabe lavar, passar, costurar e é muito hábil no cuidado de crianças. Pode adaptar-se tanto a uma família inglesa, francesa ou alemã, pois fala os três idiomas.

### Canadá Inferior (Quebec)
No Canadá Inferior, Sir James Monk––o Chefe de Justiça––proferiu uma série de decisões no final da década de 1790 que minaram a possibilidade de obrigar os escravos a servirem seus senhores; embora “não abolissem tecnicamente a escravidão, [elas] a tornavam inócua. O escravo não podia ser compelido a servir por mais tempo do que desejasse e … poderia deixar seu senhor à vontade.” Após declarar, do banco, que a escravidão não possuía respaldo na lei, passou, então, a “negar sistematicamente todas as ações movidas pelos proprietários contra escravos fugitivos.”
Embora o poder legislativo tenha sido instado diversas vezes a promulgar leis que esclarecessem os direitos de propriedade dos donos de escravos e as formas de sua proteção (isto é, o encarceramento dos escravos), não houve vontade suficiente para abolir a escravidão de forma plena ou para fazer com que ela fosse efetivamente aplicada. Como o Canadá Inferior não aprovou nenhuma legislação a esse respeito, a extradição dos fugitivos tornou-se impossível e o Canadá passou a funcionar como um asilo para os oprimidos. Em razão disso, os escravos passaram a fugir de seus senhores dentro da província, bem como de outras províncias e dos Estados Unidos. Isso ocorreu vários anos antes de o legislativo agir no Canadá Superior para restringir a escravidão.
Embora a decisão se baseasse em uma tecnicidade (a legislação vigente permitia a detenção dos escravos não em cadeias, mas apenas em casas de correção, das quais não havia nenhuma na província), Monk afirmou que “a escravidão não existia na província” e advertiu os proprietários de que aplicaria essa interpretação da lei a todos os casos subsequentes. Em decisões posteriores, e na ausência de legislação específica, a interpretação de Monk prevaleceu (mesmo após a eventual criação de casas de correção). Em um teste posterior dessa interpretação, o administrador do Canadá Inferior, Sir James Kempt, recusou, em 1829, um pedido do governo dos Estados Unidos para devolver um escravo fugitivo, informando que os fugitivos só poderiam ser entregues quando o crime em questão fosse também considerado crime no Canadá Inferior:
"«O estado de escravidão não é reconhecido pela Lei do Canadá. ... Portanto, todo escravo que adentrar a Província é imediatamente livre, seja ele trazido à força ou por sua própria vontade.»"

### Nova Escócia

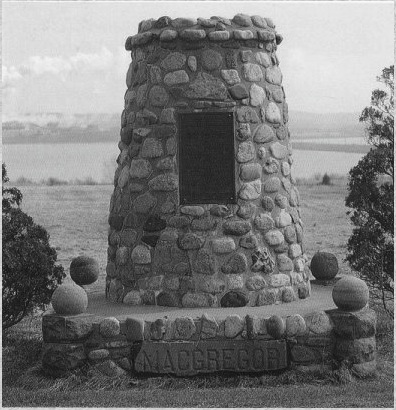
Monumento ao abolicionista James Drummond MacGregor – que ajudou a libertar os escravos Negros da Nova Escócia

Embora muitas pessoas negras que chegaram à Nova Escócia durante a Revolução Americana fossem livres, outras não o eram. Alguns negros chegaram à Nova Escócia como propriedade dos lealistas Americanos brancos. Em 1772, antes da Revolução Americana, a Grã-Bretanha proibiu o comércio de escravos nas Ilhas Britânicas, seguida pela decisão Knight v. Wedderburn na Escócia em 1778. Essa decisão, por sua vez, influenciou a colônia da Nova Escócia. Em 1788, o abolicionista James Drummond MacGregor de Pictou publicou a primeira literatura anti-escravidão no Canadá, começou a comprar a liberdade dos escravos e repreendeu seus colegas da igreja presbiteriana que possuíam escravos. O historiador Alan Wilson descreve o documento como “um marco na trajetória rumo à liberdade pessoal na província e no país”. O historiador Robin Winks afirma que se trata “do ataque mais contundente a partir de uma pena canadense, mesmo na década de 1840; além disso, provocou um debate público que logo alcançou os tribunais”. (O advogado abolicionista Benjamin Kent foi sepultado em Halifax em 1788.) Em 1790, John Burbidge libertou seus escravos. Liderados por Richard John Uniacke, em 1787, 1789 e novamente em 11 de janeiro de 1808, a legislatura da Nova Escócia recusou-se a legalizar a escravidão.
Dois chefes de justiça, Thomas Andrew Lumisden Strange (1790–1796) e Sampson Salter Blowers (1797–1832), foram fundamentais para a libertação dos escravos de seus proprietários na Nova Escócia. Eles gozavam de elevada estima na colônia. O juiz Alexander Croke (1801–1815) também apreendeu navios Navio negreiros americanos durante esse período (sendo o mais famoso o Liverpool Packet). Durante a guerra, Sir William Winniett da Nova Escócia serviu como tripulante a bordo do HMS Tonnant no esforço para libertar escravos da América. (Como governador da Costa do Ouro (colônia britânica), Winniett mais tarde também trabalhou para acabar com o comércio de escravos na África Ocidental.) Ao final da Guerra de 1812 e com a chegada dos Refugiados Negros, restavam poucos escravos na Nova Escócia. (O Slave Trade Act 1807 proibiu o comércio de escravos no Império Britânico e o Slavery Abolition Act 1833 aboliu a escravidão por completo.)
A Sierra Leone Company foi criada para realocar grupos de africanos anteriormente escravizados, cerca de 1.200 negros da Nova Escócia, a maioria dos quais havia escapado da escravidão nos Estados Unidos. Devido à localização costeira da Nova Escócia, muitos morreram pelos invernos rigorosos. Esses grupos fundaram um assentamento na colônia já existente em Sierra Leone (instituída para acolher os “negros pobres” de Londres) em Freetown, em 1792. Muitos dos “negros pobres” incluíam ainda outros habitantes africanos e asiáticos de Londres. O assentamento de Freetown foi ampliado, particularmente após 1834, com a chegada de outros grupos de africanos libertados, tornando-se o primeiro refúgio africano na África para ex-escravizados.

### Canadá Superior (Ontário)

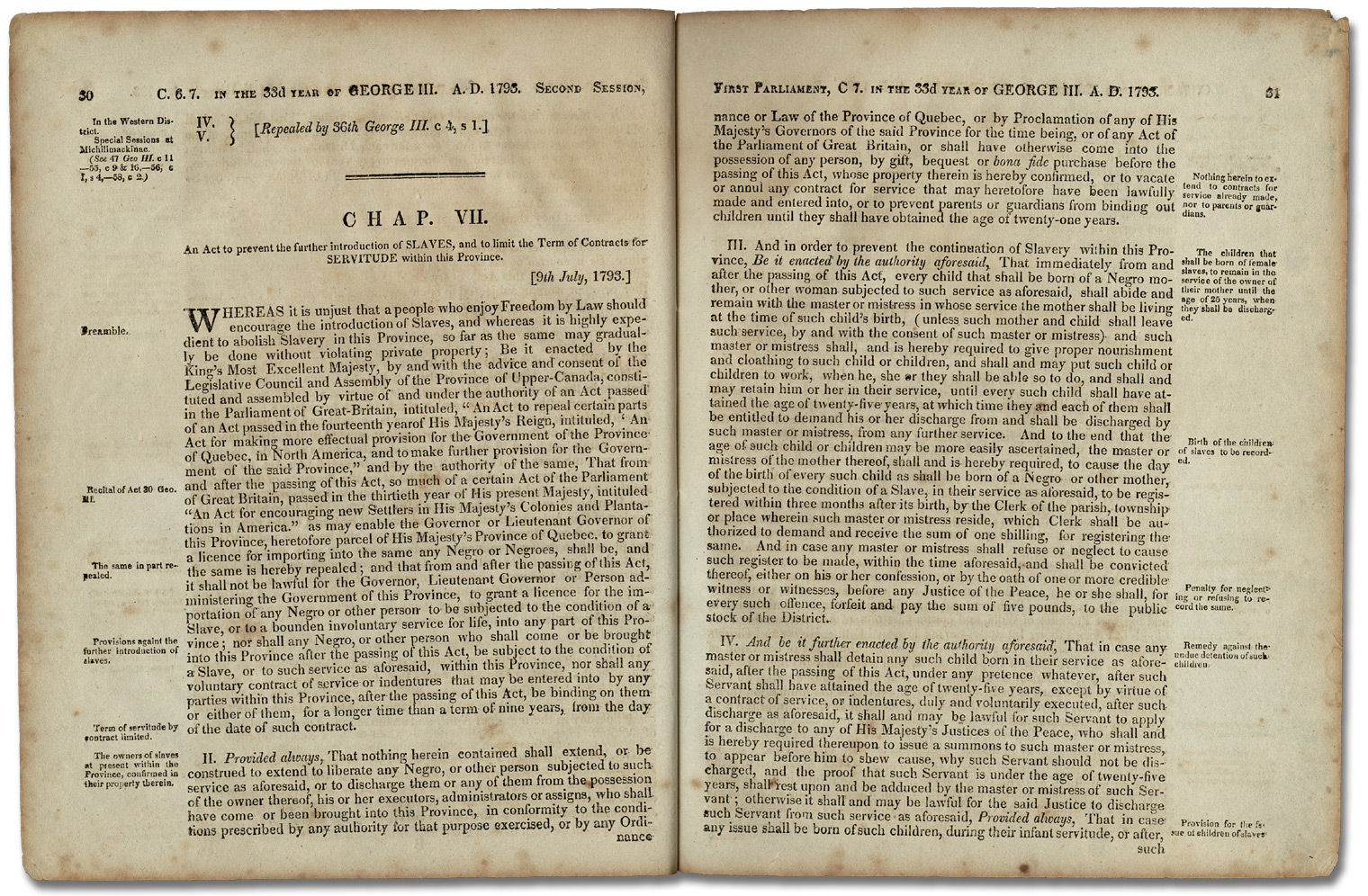
Uma lei para prevenir a introdução adicional de escravos e limitar o prazo dos contratos de servidão nesta província, Parlamento do Canadá Superior, 1793

Por volta de 1790, o movimento abolicionista ganhava força no Canadá, e a maldade inerente à escravidão foi evidenciada por um incidente envolvendo uma mulher escrava que sofreu violência extrema por parte de seu senhor, enquanto era conduzida para ser vendida nos Estados Unidos. Em 1793, Chloe Cooley, num ato de desafio, emitiu gritos de resistência. O abuso cometido por seu senhor e sua violenta reação foram testemunhados por Peter Martin e William Grisely. Peter Martin, um ex-escravo, levou o incidente ao conhecimento do tenente-governador John Graves Simcoe. Sob os auspícios de Simcoe, foi promulgado o Ato Contra a Escravidão de 1793. Os membros eleitos do conselho executivo, muitos dos quais eram mercadores ou agricultores que dependiam do trabalho escravo, não vislumbravam necessidade para a emancipação. O Procurador-Geral John White mais tarde escreveu que havia “muita oposição, mas poucos argumentos” contra sua medida. Finalmente, a Assembleia aprovou o Ato Contra a Escravidão, que estabelecia a abolição gradual da escravidão: nenhum escravo poderia ser importado; os escravos já presentes na província permaneceriam escravizados até a morte; novos escravos não poderiam ser introduzidos no Canadá Superior; e os filhos de escravas nasceriam como escravos, devendo ser libertados aos 25 anos. Para desencorajar a manumissão, o Ato exigia que o senhor apresentasse garantias de que o ex-escravo não se tornaria um encargo público. O comprometido Ato Contra a Escravidão figura como a única tentativa realizada por qualquer legislatura de Ontário de enfrentar a escravidão.
Essa medida legal garantiu, eventualmente, o fim da escravidão no Canadá Superior, embora, ao reduzir o valor de venda dos escravos na província, também tenha resultado na exportação destes para os Estados Unidos. Em 1798, grupos de pressão tentaram retificar a legislação para possibilitar a importação de mais escravos. Os escravos descobriram que poderiam conquistar a liberdade fugindo para Ohio e Michigan, nos Estados Unidos.

### Ferrovia Subterrânea

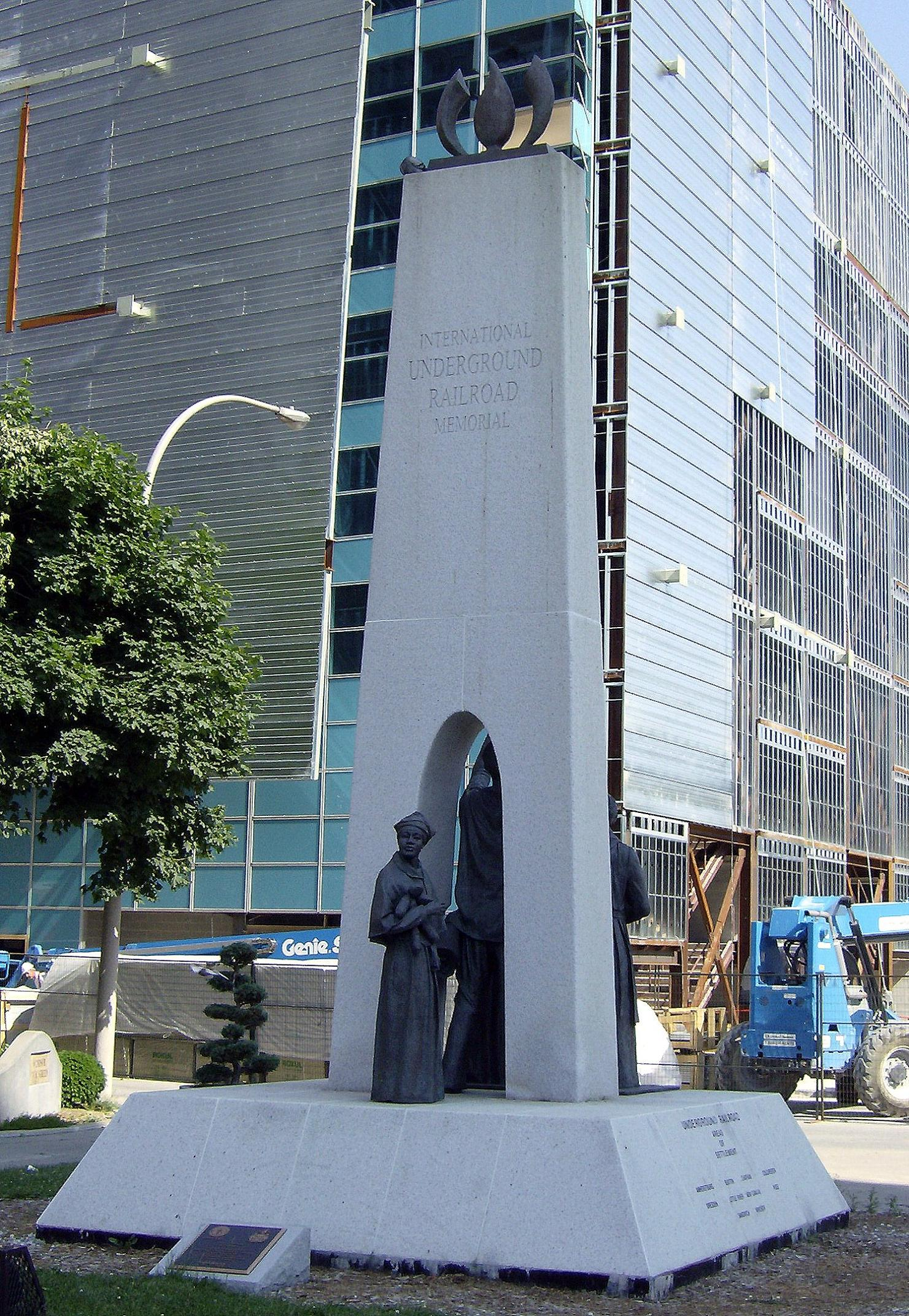
Memorial Internacional da Ferrovia Subterrânea em Windsor, Ontário

Durante a primeira metade do século XIX, a rede Ferrovia Subterrânea foi estabelecida nos Estados Unidos para libertar os escravos, conduzindo-os a locais onde não corriam o risco de serem recapturados. A América Setentrional Britânica, atualmente conhecida como Canadá, tornou-se um importante destino da Ferrovia Subterrânea após 1850, tendo entre 30.000 e 100.000 escravos encontrado refúgio.
Em Nova Escócia, o ex-escravo Richard Preston (clergyman) fundou a Sociedade Abolicionista Africana na luta contra a escravidão nos Estados Unidos. Formado como ministro na Inglaterra, Preston conviveu com muitas das vozes de liderança do movimento abolicionista que contribuiu para a aprovação do Slavery Abolition Act 1833 pelo Parlamento Britânico. Ao retornar à Nova Escócia, tornou-se presidente do movimento abolicionista em Halifax.
Preston afirmou:
Chegará o tempo em que a escravidão será apenas uma de nossas muitas agruras. Nossos filhos e os filhos de nossos filhos amadurecerão a ponto de se tornarem indiferentes ao clima e à raça. Então, desejaremos… Não! Exigiremos e seremos capazes de conquistar nossa justa parcela de riqueza, status e prestígio, incluindo o poder político. Chegará a nossa hora, e estaremos prontos… devemos estar.
Existem cemitérios de escravos em diversas regiões do Canadá, em variados estados de conservação – alguns negligenciados e abandonados. Entre eles, há cemitérios em St-Armand, Quebec; em Shelburne, Nova Escócia; e em Priceville e Dresden, em Ontário.

## Escravidão moderna
Ver também
A ratificação da Convenção sobre a Escravidão pelo Canadá, em 1953, iniciou os compromissos internacionais do país para combater a escravidão moderna. O tráfico de seres humanos no Canadá é uma questão tanto legal quanto política, e os legisladores canadenses foram criticados por não terem enfrentado o problema de forma mais sistemática. A Colúmbia Britânica criou, em 2007, o Office to Combat Trafficking in Persons – tornando-a a primeira província do Canadá a abordar formalmente o tráfico de seres humanos. O maior caso de tráfico de seres humanos na história canadense girou em torno do desmantelamento da organização criminosa Domotor-Kolompar criminal organization. Em 6 de junho de 2012, o Governo do Canadá estabeleceu o National Action Plan to Combat Human Trafficking com o objetivo de combater o tráfico de seres humanos. A Força-Tarefa de Tráfico de Seres Humanos foi criada, em junho de 2012, para substituir o Interdepartmental Working Group on Trafficking in Persons, passando a ser o órgão responsável pelo desenvolvimento de public policy relacionada ao tráfico de seres humanos no Canadá.
Um caso atual e amplamente divulgado diz respeito aos extensos desaparecimentos de mulheres indígenas, os quais têm sido associados ao tráfico de seres humanos por diversas fontes. O ex-primeiro-ministro Stephen Harper demonstrou relutância em enfrentar o assunto, argumentando que não se tratava de uma “questão sociológica”, e recusou instaurar um inquérito nacional sobre o tema, contrariando as opiniões das Nações Unidas e da Inter-American Commission on Human Rights de que a questão era significativa e exigia investigação aprofundada.
Em julho de 2024, um relatório para o Conselho de Direitos Humanos das Nações Unidas elaborado pelo Relator Especial sobre as formas contemporâneas de escravidão, Tomoya Obokata, descreveu o programa de trabalhadores estrangeiros temporários como um “berço para a escravidão contemporânea”. O relatório de Obokata apontou inúmeros casos de servidão por dívida, roubo de salários, falta de personal protective equipment, abuso e má conduta sexual. O ministro da Imigração, Marc Miller, afirmou à Reuters que o programa “necessita de reforma” e que o segmento de baixos salários precisaria ser reavaliado.